# Ankhaf
El príncep Ankhaf era fill del faraó Snefru de la dinastia IV, un germà més jove del faraó Kheops, i va ser djati durant el regnat del seu nebot, Khefren, supervisant tots els treballs de Sa Majestat circa 2550 aC. Es va ocupar de la construcció de la Gran Esfinx de Guiza.
Es va fer construir una mastaba a Guiza, (G7510) a la necròpoli del camp oriental de la piràmide del seu germà, la tomba més gran de l'altiplà a part de les reials. A la seva cambra funerària es van trobar fragments de diorita escrits i un bust seu, conservat al museu de Belles Arts de Boston.
El Bust d'Ankhaf en pedra calcària policromada, és d'un estil realista feta per un mestre del regne Antic d'Egipte que es va allunyar del cànon usual. Es poden observar, sobre la capa de guix que cobreix la pedra calcària i que serveix al tallista per refinar detalls, les irregularitats del cap, les línies del nas i les bosses dels ulls amb un sentit naturalista.
Va ser el tercer marit de la seva germana Hetepheres II, casada anteriorment amb Khawa i Djedefre, i no se li coneix descendència.